# Koilwar
Koilwar é um cidade no distrito de Bhojpur, no estado indiano de Bihar.
Koilwar está localizada na 25° 35′ N, 84° 48′ L. Tem uma elevação média de 39 m. Está situado na margem do Rio Son.

## Demografia
Segundo o censo de 2001, Koilwar tinha uma população de 19.925 habitantes. Os indivíduos do sexo masculino constituem 61% da população e os do sexo feminino 39%. Koilwar tem uma taxa de literacia de 55%, inferior à média nacional de 59,5%: a literacia no sexo masculino é de 55% e no sexo feminino é de 54%. Em Koilwar, 19% da população está abaixo dos 6 anos de idade.